# Matkussaari (ö i Södra Savolax, Nyslott, lat 62,13, long 28,73)
Matkussaari är en ö i Finland. Den ligger i sjön Enonvesi och i kommunen Nyslott i  landskapet Södra Savolax, i den sydöstra delen av landet, 290 km nordost om huvudstaden Helsingfors. Öns area är 35,2 hektar och dess största längd är 1,4 kilometer i sydöst-nordvästlig riktning.